# لهوة
لَهْوَة (الاسم العلمي: Isothecium)، جنس من الطحالب من فصيلة زورقيات الورق.
الجنس له توزع عالمي. الأنواع
- Isothecium acuticuspis (Mitt.) Macoun & Kindb.[1]
- Isothecium myosuroides